# 源田壮亮
源田 壮亮（げんだ そうすけ、1993年2月16日 - ）は、大分県大分市出身のプロ野球選手（内野手）。右投左打。埼玉西武ライオンズ所属。
2020年シーズンから2024年まで同チームのキャプテンを務めた。2021年開催の東京オリンピック 野球 金メダリスト。

## 経歴

### プロ入り前
明野西小学校3年生から、ソフトボールを始める。明野中学校時代に「明野ビッグボーイズ（現：明野ボーイズ）」に入団し、野球を始める。
大分商業高等学校では3年生春の春季大分大会決勝進出が最高で、甲子園出場はなかった。3年生夏の第92回全国高等学校野球選手権大分大会準々決勝では「3番・遊撃手」で出場し1安打を打ったが、0-2で日田林工に敗れた。コーチから「強い大学リーグで戦った方がいい」とアドバイスを受け、愛知学院大学に進学する。
愛知学院大学では1年秋から遊撃手のレギュラーに定着し、32打数10安打、打率.313の結果を残し、愛知大学1部リーグ優勝と明治神宮野球大会の準優勝を経験した。4年時には主将になりリーグ優勝に貢献した。秋はベスト4に終わったが、敢闘賞とベストナインを受賞した。リーグ戦通算76試合出場、256打数73安打、打率.285、0本塁打、20打点だった。
トヨタ自動車では1年目から公式戦に出場、第87回都市対抗野球で初優勝に貢献し優秀選手賞を受賞した。日本選手権では準々決勝の日本通運戦で同点に追いつく犠牲フライを挙げたが、3-2で敗戦した。
2016年10月20日に行われたドラフト会議では、埼玉西武ライオンズから3位指名を受け、契約金6000万円、年俸1200万円（金額は推定）という条件で入団した。背番号は6。担当スカウトは安達俊也。

### 西武時代

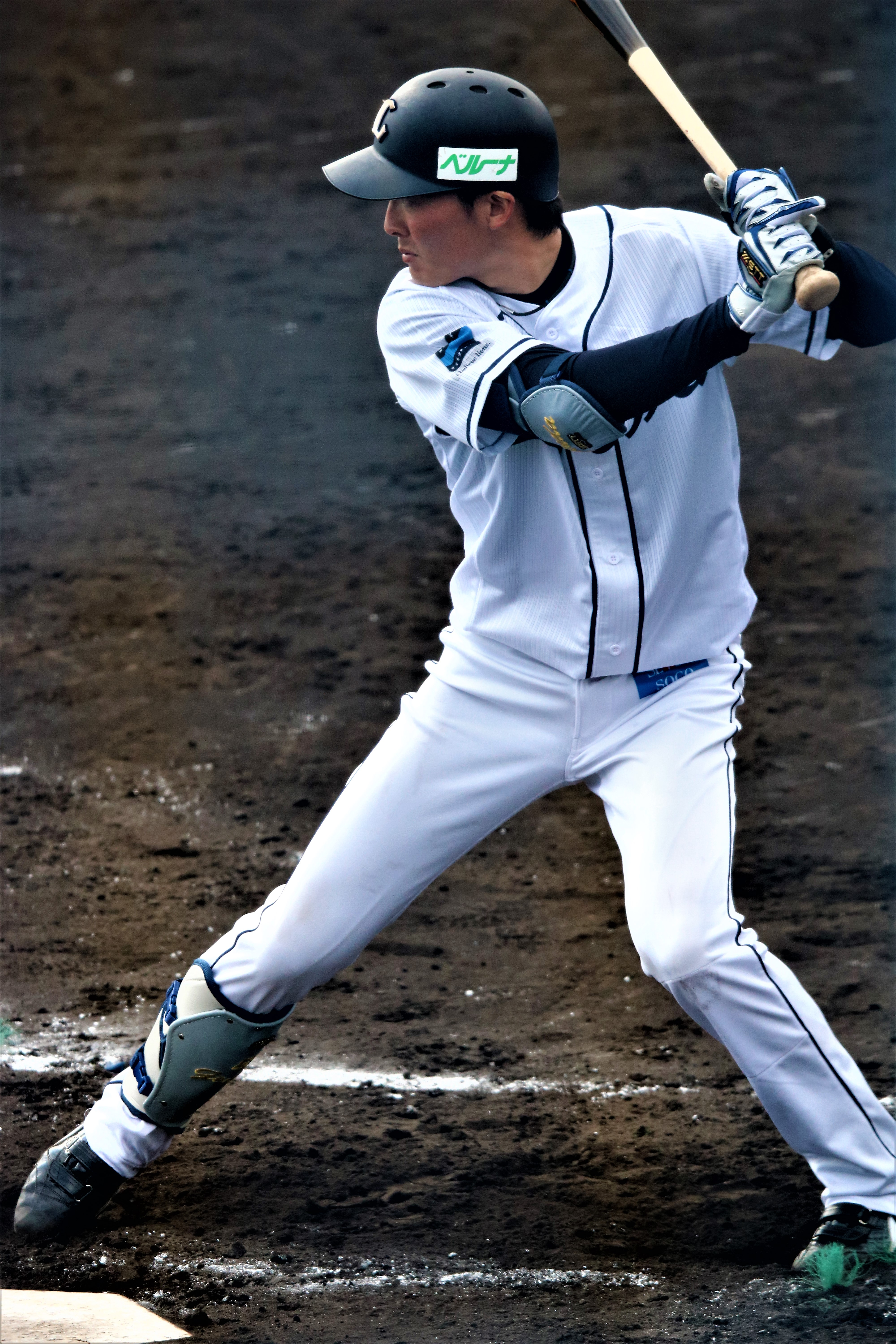
打撃フォーム

2017年3月31日の北海道日本ハムファイターズとの開幕戦に「9番・遊撃手」でプロ初出場初スタメン。西武の新人選手が開幕戦に遊撃手として先発出場したのは1981年の石毛宏典以来36年ぶりだった。翌4月1日の同カードでプロ初安打、6月8日の読売ジャイアンツ戦でプロ初本塁打を打った。オールスターゲームでは茂木栄五郎（東北楽天ゴールデンイーグルス）が故障で出場を辞退したため、茂木の補充選手として源田が初出場した。7月26日、オリックス・バファローズ戦の1回裏にシーズン通算26個目の盗塁を記録。前身球団を含めた西武の新人選手による公式戦でのシーズン最多盗塁記録を更新した。8月11日、千葉ロッテマリーンズ戦では球団新人最多三塁打記録（7本）を、9月6日には同最多安打記録（127本）を更新した。遊撃手として公式戦全143試合へのフルイニング出場を果たし、NPBにおける新人野手の公式戦全試合出場は1961年の徳武定之以来史上4人目、遊撃手としては史上初の快挙であった。シーズン安打数は155安打を記録し、打率.270、3本塁打、57打点、37盗塁（リーグ2位）という成績を残した。ポストシーズンでは、CSファーストステージへの出場も経験した。オフの11月に東京ドームで開催された第1回アジア プロ野球チャンピオンシップ（APBC）の日本代表に選出された。同大会では日本代表の正遊撃手として、代表チームの優勝に貢献した。APBCの終了後にはスピードアップ賞を受賞し、さらにパ・リーグの新人王に選出された。
2018年は2年連続でオールスターゲームに選出され、第2戦では先制適時二塁打を記録し、MVPを受賞した。9月29日の福岡ソフトバンクホークス戦で遊撃手のシーズン補殺記録を510に更新し、閉幕時に526に伸ばした。全143試合に出場、打率.278、4本塁打、57打点、34盗塁という成績を残した。新人から2年連続でフルイニング出場したのは史上初だった。オフにゴールデングラブ賞を初受賞し、ベストナインも初受賞した。契約更改では3900万円アップの推定年俸8000万円でサイン。入団3年目の内野手で8000万円到達は史上初であった。
2019年も開幕から遊撃手として出場していたが、4月13日のオリックス戦で山﨑福也から右手首に死球を受け負傷。右手関節挫傷と診断され、翌14日の同カードではスタメンから外れ、プロ1年目の開幕戦から続いていた連続フルイニング出場が299試合で止まった。7回に指名打者・栗山巧の代走で出場したが、8回の攻撃でエルネスト・メヒアを代打に送られたことで「プレイヤーが連続試合出場を記録するためには、少なくとも自チームのあるイニングの守備（回の初めから終わりまで）に出場するか、あるいは塁に出るかアウトになって打撃を完了しなければならない」という公認野球規則（第9条23項c）の条件を満たさなかったため、同じくプロ1年目の開幕戦から続けてきた連続試合出場も同様に299試合で止まった。オールスターゲームでは大田泰示（日本ハム）が故障で出場を辞退したため、大田の補充選手として3年連続3回目の出場を果たした。135試合に出場し、打率.274、2本塁打、41打点、30盗塁を記録。ゴールデングラブ賞・ベストナインも2年連続で受賞した。オフの11月に開催された第2回WBSCプレミア12の日本代表にも選出された。また秋山翔吾のメジャー移籍を受け、翌年から主将を務めることになった。
2020年は新型コロナウイルスの影響で120試合制の短縮シーズンとなる。開幕から打撃不振が続きスタメンを外れることもあったが、9月以降は復調。最終的には全120試合に出場し、打率.270、1本塁打、21打点、18盗塁という成績であった。3年連続でゴールデングラブ賞・ベストナインを受賞したものの、契約更改では「主将になった年に優勝を逃したのは悔しい」と振り返った。
2021年も開幕から遊撃手として先発出場を続けていたが、右太ももの張りを訴えて5月23日の日本ハム戦を欠場。さらに同27日の試合前には発熱を訴え、検査の結果新型コロナウイルス陽性と判明した。療養を経て二軍に合流し、6月15日の二軍戦で実戦復帰。これがプロ5年目にしてイースタン・リーグ公式戦初出場であり初安打を記録した。翌16日には初本塁打も打ち、6月18日に一軍復帰を果たした。同28日にはオールスターゲームにファン投票で選出された。東京オリンピック代表にも選出され、本職の三塁手が村上宗隆しかいない事情もあり強化試合では本職の遊撃に加え三塁の守備にも就いた。本戦では代走と三塁の守備固めとして3試合に出場した。レギュラーシーズン全体では前述の離脱に加え、死球や自打球の影響で欠場する試合もあり、119試合の出場に留まったものの打率.272、2本塁打、29打点、24盗塁を記録し、荻野貴司・和田康士朗・西川遥輝と並んで盗塁王を獲得。30盗塁未満でのタイトルはパ・リーグ史上初であり、4選手が同時に盗塁王を獲得するのは両リーグを通じて初の珍事となった。4年連続となるゴールデングラブ賞・ベストナインも受賞し、オフに4000万円増となる推定年俸1億9000万円で契約を更改した。
2022年も開幕から遊撃手として出場を続けていた。4月10日はホームスチールを成功させる活躍をしたが、5月6日の日本ハム戦の3打席目に右足に自打球を当て、両肩を抱えられながらベンチに下がり途中交代。その後、病院で右足の舟状骨の骨挫傷と診断され登録を抹消される。その影響もあり108試合の出場で打率.266、2本塁打、17打点、12盗塁という成績であったものの、5年連続でゴールデングラブ賞を受賞。11月26日の契約更改で、1億1000万円増となる3億円プラス出来高の5年契約を結んだ。
2023年は第5回WBCの日本代表に選出されたが、3月10日の韓国戦で右手を負傷。小指の骨折と診断されたが、欠場したのは東京ラウンドのチェコ戦、オーストラリア戦の2試合のみで、準々決勝のイタリア戦から決勝のアメリカ戦まで全試合をスタメンとして出場した。大会終了後、チームに戻ってからは開幕戦への出場に意欲を見せていたが、球団側は患部の治療を優先させ、開幕一軍は見送られた。5月19日の二軍戦で実戦復帰すると5月26日に一軍登録された。最終的に100試合出場にとどまり規定打席にも8打席不足したが、6年連続でゴールデングラブ賞を受賞した。5年契約の1年目を終え、現状維持となる推定年俸3億円で契約を更改した。
2024年は開幕から主に1番・2番打者として出場。6月29日の対楽天戦（楽天モバイル）では自身2年ぶりとなる本塁打を放ち、8月22日の対オリックス戦（ベルーナ）では延長12回裏にプロ入り後初となるサヨナラ適時打を放った。同年は全143試合に出場し、打率.264、3本塁打、21打点を記録。7年連続でゴールデングラブ賞を受賞した。5年契約の2年目を終え、現状維持となる推定年俸3億円で契約を更改した。

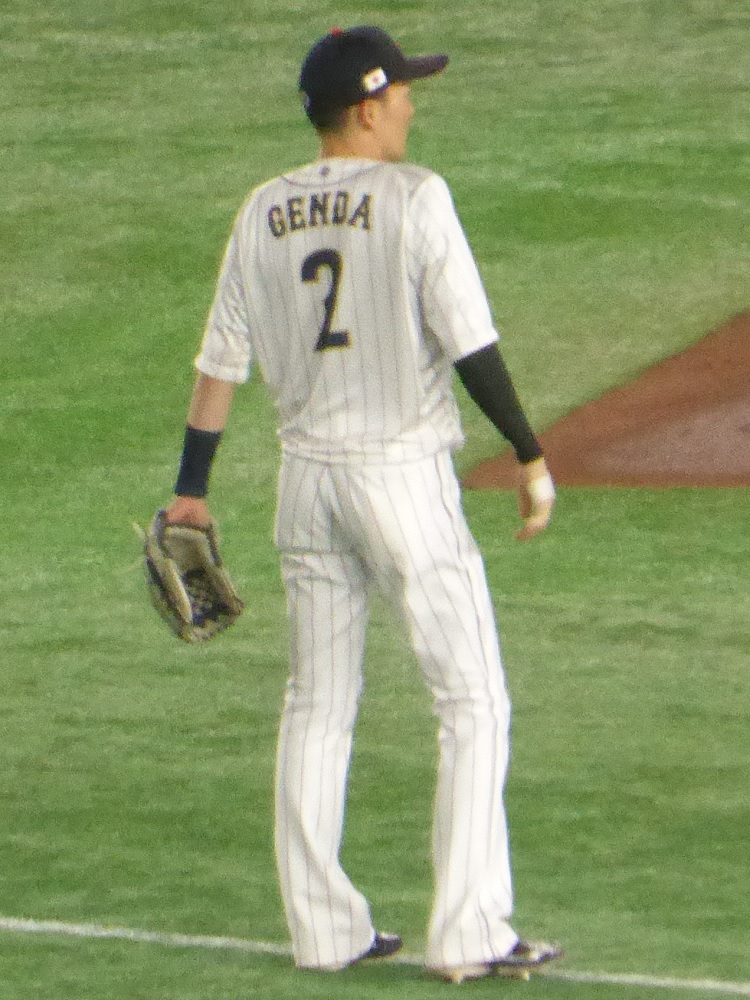
WBC日本代表、右手小指を骨折しながらショート守備に就く源田 (2023年3月16日 東京ドーム)

2025年4月18日にベルーナドームで行われたソフトバンク戦の第1打席において、日本プロ野球の公式戦で初めて魚雷型バットを使用した。三ゴロに終わったが、「いつも使っているバットと比べて大きな差は感じなかった」と振り返った。

## 選手としての特徴
打撃はシュアでしぶとく、勝負強さが魅力。プロ入り後は主に1、2番打者に座り、打線のつなぎ役として活躍している。守備では範囲の広い上に捕球から投げるまでの早さが圧倒的で、好守備を見せた時には「源田たまらん」と称される。2017年から2020年にかけて、規定の守備イニングに到達した遊撃手の中で、両リーグ最高のUZR（2017年：21.5、2018年：30.9、2019年：23.2、2020年：18.0）を4年以上連続で記録した。50メートル5秒8、遠投100メートル。
2023年のワールド・ベースボール・クラシック準決勝のメキシコ戦では、7回表に盗塁のタッチプレーで、走者の アラン・トレホが一度はセーフと判定されるが、日本側からのチャレンジ（リプレー検証）の結果、源田のタッチがトレホの二塁到達よりも僅かに早かったと判断され、判定が覆りアウトとなった。このプレーに対して、ネット上では、2022年のFIFAワールドカップでラインギリギリのプレーが話題となった三笘薫の「三笘の1ミリ」にちなんで「源田の1ミリ」と絶賛された。その後、9回表一死、打者のトレホが打った打球を背走し好捕した守備は、MLB公式サイト（MLB.com）で紹介される。また大会を中継した現地メディアのFox Sportsは大会終了後に今大会トップ15の守備の一つとして準決勝での源田の好捕を紹介した。

## 人物
- 愛称は「ゲン」[79]、「ゲンちゃん」[80][81]、「ゲンさん」[82]など。
- 藤岡裕大はトヨタ自動車時代の1年後輩にあたる。本来のポジションがお互いに重複することから、藤岡は1年目（源田の2年目）に外野手（主に右翼手）に転向しており、源田がドラフト会議で埼玉西武から指名されてトヨタ自動車を抜けることになってから遊撃手に再転向している。
- 2019年4月12日、2018年のプロ野球ニュースでの取材をきっかけに、自身と同じ大分県大分市出身で同年齢でもある、元乃木坂46の衛藤美彩と同月から交際を始めたことを球団を通じて発表[83]、同年10月に婚姻届を提出したことを明らかにした[84]。妻との間には2022年に第1子となる長男が誕生しており[85]、2023年10月には第2子の誕生が控えていることを発表し[86]、12月23日に自身のInstagramにて第2子となる長女が誕生したことを報告した[87][88]。

- 虫が苦手。プロ入り後のメットライフドーム（現：ベルーナドーム）での試合でベンチから守備に就こうとした際、ユニフォームの背中に虫が入ってしまい、チームメイトが協力などしてもなかなか取り出せず、しばらく守備に就けないアクシデントに見舞われている[89][90]。
- アニメ「きかんしゃトーマス」に登場する駅員と顔が似ているとされ、2018年1月26日に行われた西武鉄道20000系「L-train」のお披露目イベントで特別車掌として参加した際は、そのことを引き合いに「似ていると思います。たぶん今日はそれ要員で呼ばれたと思っているので、いじっていただければと思います」と語っている[91]。
- 東京オリンピック 野球日本代表（侍ジャパン）として金メダルを獲得した栄誉をたたえ、2021年12月27日、大分県大分市のJR大分駅北口前に記念のゴールドポスト（第39号）が設置された（ゴールドポストプロジェクト[92]）。
- 2022年1月、『ジョブチューン』（TBSテレビ）にて、三森大貴と共に1分間で53回のキャッチボールを行い、ギネス世界記録に認定された[93]。しかし、その後、アメリカのアマチュアペアによって記録は更新されている[94]。

### 不倫報道

#### 週刊文春の報道
2024年12月25日、『週刊文春』により不倫疑惑が報じられ、2025年1月12日に謝罪会見を行った。

## 詳細情報

### 年度別打撃成績
| 年 度     | 球 団     | 試 合 | 打 席 | 打 数 | 得 点 | 安 打 | 二 塁 打 | 三 塁 打 | 本 塁 打 | 塁 打 | 打 点 | 盗 塁 | 盗 塁 死 | 犠 打 | 犠 飛 | 四 球 | 敬 遠 | 死 球 | 三 振 | 併 殺 打 | 打 率 | 出 塁 率 | 長 打 率 | O P S |
| --------- | --------- | ----- | ----- | ----- | ----- | ----- | -------- | -------- | -------- | ----- | ----- | ----- | -------- | ----- | ----- | ----- | ----- | ----- | ----- | -------- | ----- | -------- | -------- | ----- |
| 2017      | 西武      | 143   | 647   | 575   | 85    | 155   | 18       | 10       | 3        | 202   | 57    | 37    | 10       | 26    | 4     | 36    | 0     | 6     | 100   | 5        | .270  | .317     | .351     | .669  |
| 2018      | 西武      | 143   | 666   | 594   | 92    | 165   | 27       | 9        | 4        | 222   | 57    | 34    | 8        | 14    | 6     | 48    | 0     | 4     | 101   | 7        | .278  | .333     | .374     | .707  |
| 2019      | 西武      | 135   | 609   | 540   | 90    | 148   | 23       | 6        | 2        | 189   | 41    | 30    | 9        | 25    | 3     | 40    | 0     | 1     | 67    | 9        | .274  | .324     | .350     | .674  |
| 2020      | 西武      | 120   | 518   | 455   | 67    | 123   | 14       | 5        | 1        | 150   | 21    | 18    | 8        | 22    | 2     | 38    | 0     | 1     | 80    | 6        | .270  | .327     | .330     | .656  |
| 2021      | 西武      | 119   | 516   | 464   | 60    | 126   | 15       | 7        | 2        | 161   | 29    | 24    | 9        | 17    | 2     | 31    | 0     | 2     | 67    | 5        | .272  | .319     | .347     | .666  |
| 2022      | 西武      | 108   | 456   | 414   | 39    | 110   | 8        | 8        | 2        | 140   | 17    | 12    | 4        | 11    | 0     | 30    | 0     | 1     | 72    | 6        | .266  | .317     | .338     | .655  |
| 2023      | 西武      | 100   | 435   | 397   | 30    | 102   | 9        | 4        | 0        | 119   | 22    | 5     | 6        | 8     | 1     | 26    | 0     | 3     | 82    | 5        | .257  | .307     | .300     | .607  |
| 2024      | 西武      | 143   | 577   | 522   | 41    | 138   | 15       | 7        | 3        | 176   | 21    | 12    | 4        | 20    | 2     | 32    | 2     | 1     | 75    | 4        | .264  | .307     | .337     | .644  |
| 通算：8年 | 通算：8年 | 1011  | 4424  | 3961  | 504   | 1067  | 129      | 56       | 17       | 1359  | 265   | 172   | 58       | 143   | 20    | 281   | 2     | 19    | 644   | 47       | .269  | .319     | .343     | .662  |

- 2024年度シーズン終了時
- 各年度の太字はリーグ最高

### WBSCプレミア12での打撃成績
| 年 度 | 代 表 | 試 合 | 打 席 | 打 数 | 得 点 | 安 打 | 二 塁 打 | 三 塁 打 | 本 塁 打 | 塁 打 | 打 点 | 盗 塁 | 盗 塁 死 | 犠 打 | 犠 飛 | 四 球 | 敬 遠 | 死 球 | 三 振 | 併 殺 打 | 打 率 | 出 塁 率 | 長 打 率 | O P S |
| ----- | ----- | ----- | ----- | ----- | ----- | ----- | -------- | -------- | -------- | ----- | ----- | ----- | -------- | ----- | ----- | ----- | ----- | ----- | ----- | -------- | ----- | -------- | -------- | ----- |
| 2019  | 日本  | 4     | 7     | 6     | 1     | 2     | 0        | 1        | 0        | 4     | 4     | 0     | 0        | 0     | 1     | 0     | 0     | 0     | 0     | 0        | .333  | .286     | .667     | .952  |

### オリンピックでの打撃成績
| 年 度 | 代 表 | 試 合 | 打 席 | 打 数 | 得 点 | 安 打 | 二 塁 打 | 三 塁 打 | 本 塁 打 | 塁 打 | 打 点 | 盗 塁 | 盗 塁 死 | 犠 打 | 犠 飛 | 四 球 | 敬 遠 | 死 球 | 三 振 | 併 殺 打 | 打 率 | 出 塁 率 | 長 打 率 | O P S |
| ----- | ----- | ----- | ----- | ----- | ----- | ----- | -------- | -------- | -------- | ----- | ----- | ----- | -------- | ----- | ----- | ----- | ----- | ----- | ----- | -------- | ----- | -------- | -------- | ----- |
| 2021  | 日本  | 3     | 1     | 0     | 1     | 0     | 0        | 0        | 0        | 0     | 0     | 0     | 0        | 1     | 0     | 0     | 0     | 0     | 0     | 0        | .---  | .---     | .---     | .---  |

### WBCでの打撃成績
| 年 度 | 代 表 | 試 合 | 打 席 | 打 数 | 得 点 | 安 打 | 二 塁 打 | 三 塁 打 | 本 塁 打 | 塁 打 | 打 点 | 盗 塁 | 盗 塁 死 | 犠 打 | 犠 飛 | 四 球 | 敬 遠 | 死 球 | 三 振 | 併 殺 打 | 打 率 | 出 塁 率 | 長 打 率 | O P S |
| ----- | ----- | ----- | ----- | ----- | ----- | ----- | -------- | -------- | -------- | ----- | ----- | ----- | -------- | ----- | ----- | ----- | ----- | ----- | ----- | -------- | ----- | -------- | -------- | ----- |
| 2023  | 日本  | 5     | 18    | 12    | 1     | 3     | 0        | 0        | 0        | 3     | 2     | 2     | 0        | 1     | 0     | 5     | 0     | 0     | 2     | 0        | .250  | .471     | .250     | .721  |

- 太字は大会最高

### 年度別守備成績
| 年 度 | 球 団 | 遊撃  | 遊撃  | 遊撃  | 遊撃  | 遊撃  | 遊撃     |
| 年 度 | 球 団 | 試 合 | 刺 殺 | 補 殺 | 失 策 | 併 殺 | 守 備 率 |
| ----- | ----- | ----- | ----- | ----- | ----- | ----- | -------- |
| 2017  | 西武  | 143   | 228   | 481   | 21    | 89    | .971     |
| 2018  | 西武  | 143   | 271   | 526   | 11    | 112   | .986     |
| 2019  | 西武  | 133   | 212   | 435   | 9     | 90    | .986     |
| 2020  | 西武  | 120   | 189   | 336   | 9     | 85    | .983     |
| 2021  | 西武  | 119   | 200   | 337   | 8     | 85    | .985     |
| 2022  | 西武  | 108   | 196   | 284   | 6     | 64    | .988     |
| 2023  | 西武  | 99    | 169   | 280   | 9     | 61    | .980     |
| 2024  | 西武  | 143   | 209   | 338   | 4     | 67    | .993     |
| 通算  | 通算  | 1008  | 1674  | 3017  | 77    | 653   | .984     |

- 2024年度シーズン終了時
- 各年度の太字はリーグ最高、赤太字はNPBの遊撃手における歴代最高
- 太字年はゴールデングラブ賞受賞

### タイトル
- 盗塁王：1回（2021年）

### 表彰
- 新人王（2017年）
- ベストナイン：4回（遊撃手部門：2018年 - 2021年）
- ゴールデングラブ賞：7回（遊撃手部門：2018年 - 2024年） ※遊撃手部門での7年連続7回は歴代2位（山下大輔に次ぐ）、パ・リーグ最多タイ（大橋穣に並ぶ）
- スピードアップ賞：1回（打者部門：2017年）
- オールスターゲーム最優秀選手賞（MVP）：1回（2018年第2戦）
- 走魂賞 supported by こんにゃくパーク：1回（2023年）

### 記録
初記録
- 初出場・初先発出場：2017年3月31日、対北海道日本ハムファイターズ1回戦（札幌ドーム）、「9番・遊撃手」で先発出場
- 初打席：同上、2回表に有原航平から三邪飛
- 初打点：同上、6回表に有原航平から中犠飛
- 初安打：2017年4月1日、対北海道日本ハムファイターズ2回戦（札幌ドーム）、6回表に谷元圭介から左前安打
- 初盗塁：2017年4月7日、対福岡ソフトバンクホークス1回戦（メットライフドーム）、4回裏に二盗（投手：和田毅、捕手：髙谷裕亮）
- 初本塁打：2017年6月8日、対読売ジャイアンツ3回戦（メットライフドーム）、4回裏に江柄子裕樹から右越2ラン

節目の記録
- 1000安打：2024年7月14日、対東北楽天ゴールデンイーグルス15回戦（楽天モバイルパーク宮城）、7回表に鈴木翔天から左前安打 ※史上320人目[97]
- 1000試合出場：2024年9月18日、対オリックス・バファローズ24回戦（ベルーナドーム）、「2番・遊撃手」で先発出場 ※史上535人目[98]

その他の記録
- 新人シーズン150安打以上：2017年 ※1956年の佐々木信也（180安打）、1958年の長嶋茂雄（153安打）に次いで史上3人目
- 新人フルイニング出場：2017年 ※1956年の佐々木信也、1958年の長嶋茂雄、1961年の徳武定之に次いで史上4人目
- 299試合連続フルイニング出場：2017年3月31日 - 2019年4月13日 ※新人の開幕からとしては史上最長
- 遊撃手シーズン526補殺：2018年 ※史上最多
- オールスターゲーム出場：6回（2017年、2018年、2019年、2021年、2023年、2024年）

### 背番号
- 6（2017年[10] - ）
- 2（2019年プレミア12、2020年東京オリンピック、2023年WBC）

### 登場曲
- 「もっと遠くへ」レミオロメン（2017年 - ）
- 「リンダリンダ」THE BLUE HEARTS（2017年、第1打席限定）
- 「大丈夫」wacci（2018年、偶数打席）
- 「陽のあたる坂道」D-Lite（2020年 - ）

### 代表歴
- 2017 アジア プロ野球チャンピオンシップ 日本代表
- 2019 WBSCプレミア12 日本代表
- 2020年東京オリンピックの野球競技・日本代表
- 2023 ワールド・ベースボール・クラシック日本代表
- 2024 WBSCプレミア12 日本代表

## 著書
- 『源田壮亮メッセージBOOK 出会い力』廣済堂出版、2019年7月。ISBN 978-4331522394。
- 『源田壮亮のフィールディング・バイブル』ベースボール・マガジン社、2022年6月。ISBN 978-4-583-11450-7。

## 関連情報

### 野球以外での受賞
- 大分市民栄誉賞：2回（2021年[99]、2023年[100]）
- 大分県民表彰（2021年）[101]
- ペアレンティングアワード カップル部門（2022年） - 妻・衛藤美彩とともに受賞[102]